# Epfig
Epfig is een gemeente in het Franse departement Bas-Rhin in de regio Grand Est. De gemeente telde 2.239 inwoners op 1 januari 2022.

## Geschiedenis
De gemeente maakte deel uit van het arrondissement Sélestat dat in 1974 fuseerde met het arrondissement Erstein tot het arrondissement Sélestat-Erstein.
Epfig maakte deel uit van het kanton Barr tot het op 22 maart 2015 werd opgeheven en de gemeenten werden opgenomen in het kanton Obernai.

## Geografie
De oppervlakte van Epfig bedraagt 21,9 vierkante kilometer; Op 1 januari 2022 was de bevolkingsdichtheid 102,2 inwoners per km².

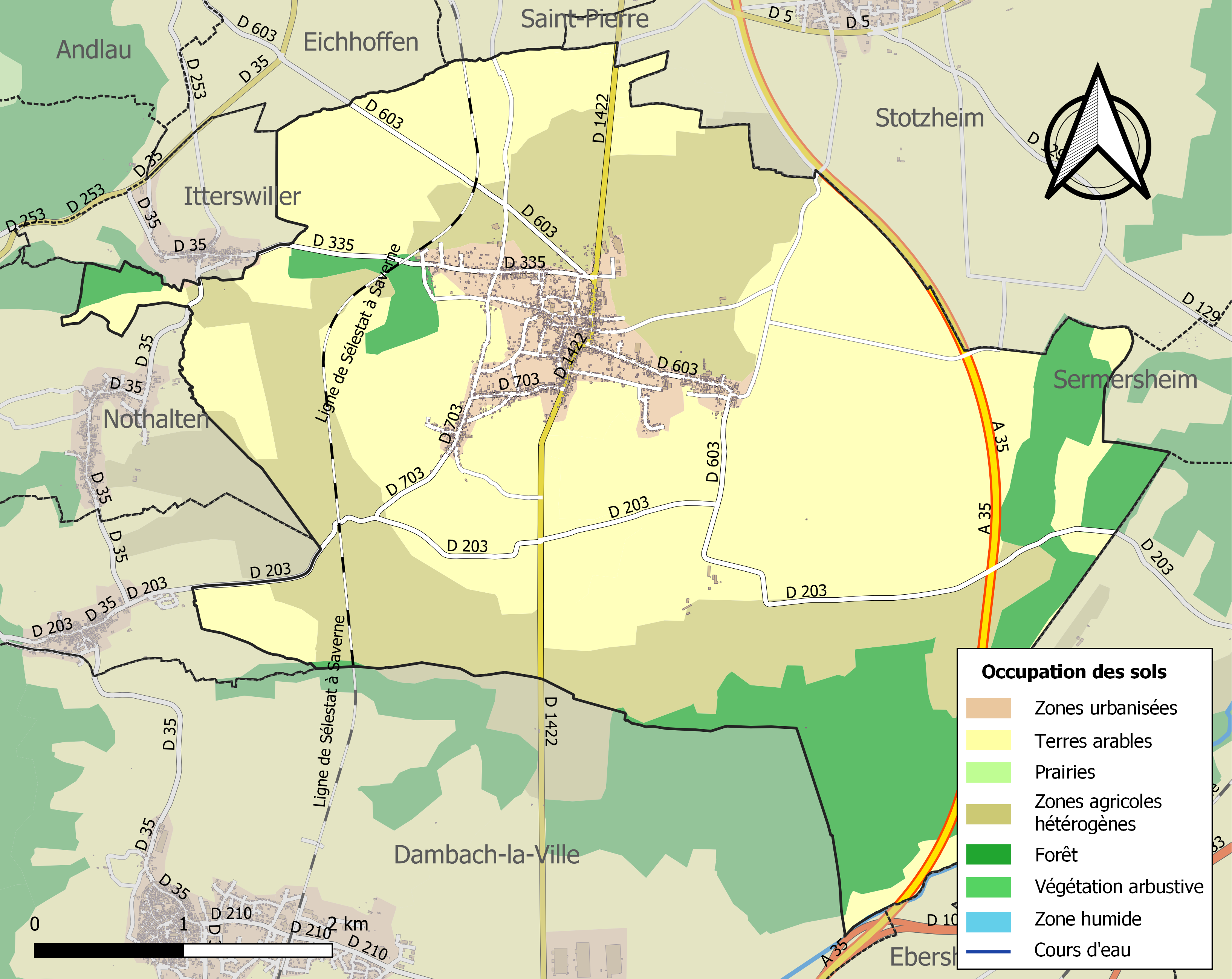
Kaart van de gemeente met de belangrijkste infrastructuur, bodemgebruik en omliggende gemeenten

## Demografie
Onderstaande figuur toont het verloop van het inwonertal.

## Bezienswaardigheid
- la chapelle Sainte-Marguerite is een romaans bouwwerk dat dateert uit de elfde eeuw. De kapel maakt deel uit van de Route Romane d'Alsace.

Aan de buitenkant valt de overdekte galerij met zijn romaanse vensters op alsook een ossuarium dat in de negentiende eeuw werd herbouwd. Binnen springen de gotische fresco's uit de vijftiende-zeventiende eeuw in het oog.
Andlau · Barr · Bernardvillé · Bernardswiller · Blienschwiller · Bourgheim · Dambach-la-Ville · Eichhoffen · Epfig · Gertwiller · Goxwiller · Heiligenstein · Le Hohwald · Itterswiller · Krautergersheim · Meistratzheim · Mittelbergheim · Niedernai · Nothalten · Obernai · Reichsfeld · Saint-Pierre · Stotzheim · Valff · Zellwiller